# Ані

Розташування Ані на мапі Анійського царства

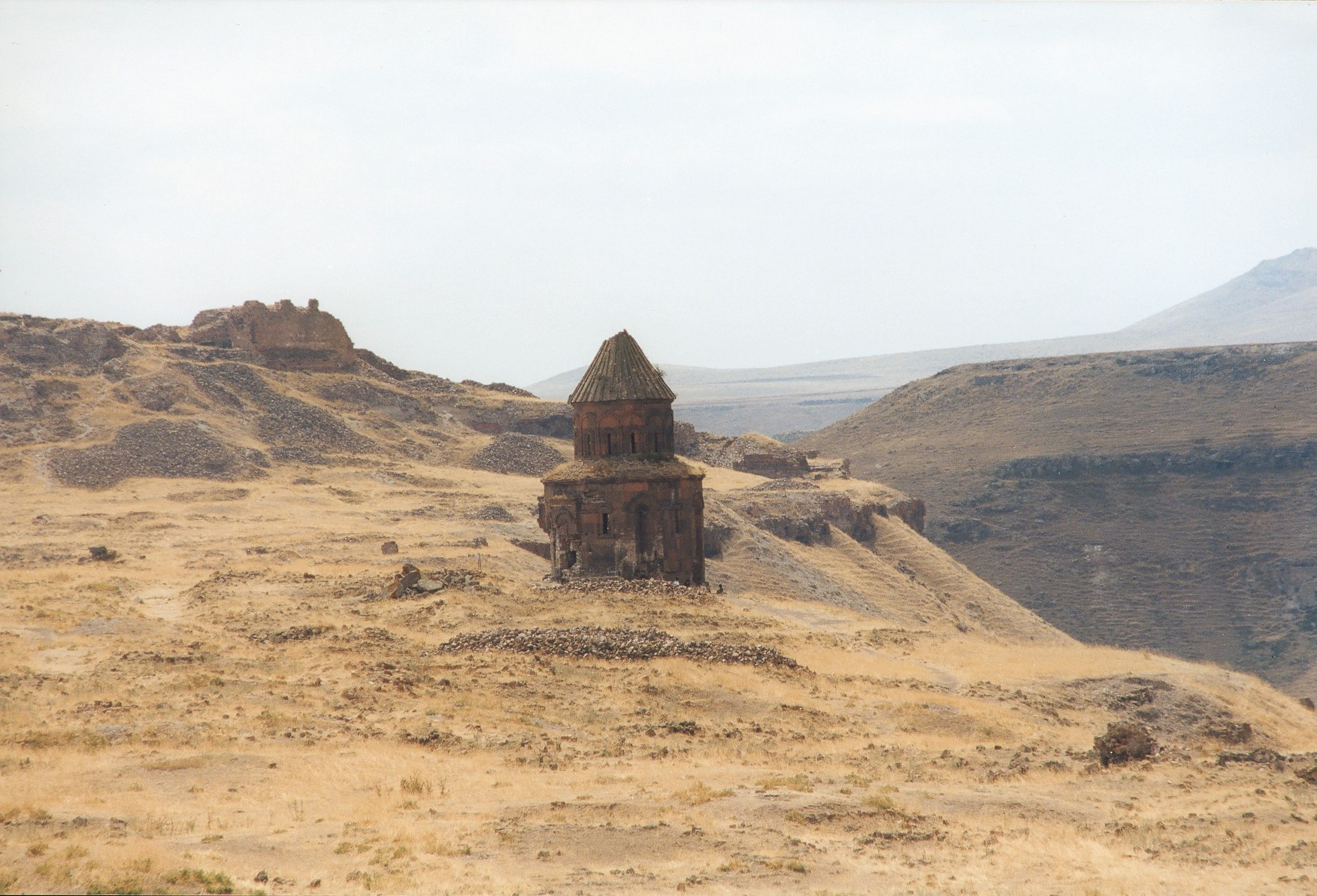
Церква св. Григорія

Ані́ (вірм. Անի; грец. Ἄνιον, лат. Abnicum, груз. ანი, тур. Ani, також груз. ანისი Анісі) — столиця вірменської династії Багратідів (10 століття), відома з V століття як фортеця вірменських князів.
Руїни Ані розташовані на березі р. Ахуряну, тепер на території Туреччини. Найбільший розквіт Ані належить до X—XIII ст., коли місто налічувало до 100 тис. мешканців. На території Ані знаходяться визначні пам'ятники старовірменської архітектури. В південній частині розташована цитадель — Вишгород, де збереглися руїни палацу Багратуні (X ст.). На північ від цитаделі — торговельно-ремісничі квартали, огороджені кам'яними мурами (X—XIII ст.).
З пам'ятників Ані найцікавіші — кафедральний собор та церква Григорія, споруджені будівничим Трдатом в 989—1001, центральнокупольні церкви Абугамренц (X ст.) і Спасителя (1036).

## Періодизація історичного часу функціонування Ані
1. Період становлення (VIII ст. до н. е. — III ст. н. е.) — виникнення і формування укріпленого поселення Ані в епоху давнини.
2. Переломний етап (III — поч. IV ст.) — напередодні і на самому початку настання нової, феодальної соціально-економічної формації.
3. Камсараканівський період (301—785 рр.) — формування і розвиток княжої резиденції — архітектурного ансамблю замку-фортеці Ані в ранньосередньовічну епоху.
4. Перехідний етап (785—885 рр.) — час панування Арабського халіфату в кінці ранньої та початку зрілої епохи Середньовіччя.
5. Багратидський період (885—1045 рр.) — формування і бурхливий розвиток протоміста і міста Ані — столиці централізованої Вірменії в епоху зрілого Середньовіччя.
6. Перехідний етап (1045—1064 рр.; 1064—1199 рр.) — пора візантійського панування і під час навали сельджуків і тюрків в епоху зрілого Середньовіччя.
7. Захаридський період (1199—1236 рр.) — чергова, але вже фінальна хвиля процесу формування та розвитку міста Ані — центру державної Вірменії на кінець епохи зрілого Середньовіччя.
8. Період згасання (XIII—XIV ст.) — спустошення, руйнування і падіння міста Ані з вторгненням монголо-тюркських племен.

### Камсараканський період
час інтенсивного розвитку фортеці Ані, 301—785 рр.
1. Заснування початкового ядра планування — Ахчкаберда, оригінального зародка планувальної структури та просторової композиції замку-фортеці Ані.
2. Створення подальшого планувального ядра — Мічнаберда, що є визначником біфункціонального характеру планувальної структури замку-фортеці.
3. Облаштування цілорічного пішохідного сполучення між Ахчкабердом і Мічнабердом за допомогою стежки і сходового маршу, перекритого напівциркульним кам'яним склепінням.
4. Огорожа Мічнаберда оборонною кам'яною стіною з багатокутними обрисами, що становить в плані конфігурацію неправильної трапеції з загостреним південним кутом. Тим самим акцентується її роль, семантична сутність і символічне значення.
5. Формування поселення на території на північ від потужних стін резиденції князівської династії Камсараканів. Композиційною основою планувальної структури торгово-ремісничого посаду була ведуча до резиденції головна вулиця фортеці Ані, по обидва боки від якої поступово утворилися квартали ремісників, торговців, працівників комунального господарства та інших сфер. У перші століття епохи феодалізму посад уже функціонував, в ньому вирувало життя. Про це свідчить історик Єгіше, V століття: «… при фортеці Ані, поза її оборонними стінами, було досить багатолюдне поселення».
6. Обнесення північно-східній околиці поселення злегка дугоподібно зведеною в плані кам'яною стіною, яка є потужною загороджувальною спорудою. У фортечній стіні, як і потрібно для оборонної функції, були передбачені аркові ворота і прибудовані до стіни вежі різної форми. Архітектурний ансамбль замку-фортеці Ані був створений на основі непорушних принципів фортифікаційного мистецтва, оперативного та доцільного функціонального зв'язку.
7. Майже за п'ять століть зодчими створюється єдиний за творчим задумом і на рідкість гармонійний, органічно злитий з навколишнім природним середовищем архітектурний ансамбль: Ахчкаберд — в південній, Мічнаберд — в середній і Старе місто — в північній частинах. Нерв просторової композиції архітектурного ансамблю динамічно наростає: починається від воріт у внутрішній оборонній стіні, проходить по торгово-ремісничому посаду (Старе місто), далі по вершині архітектурної домінанти Цитаделі (Мічнаберд) і досягає своєї кульмінації над куполом храму в Дівочій фортеці (Ахчкаберд). Художньою мовою досягнуто не тільки повна просторова рівновага архітектурно-тектонічних мас трьох складових ансамблю, але також гранично грамотно сформовано тканину протоміської планувальної структури архітектурного ансамблю Ані.

### Захаридський період
час другого розквіту міста Ані, 1199—1236 рр.
1. При наявності військового і політичного співробітництва Вірменії і Грузії брати Закаре і Іване Захариди все ж таки змогли заволодіти містом Ані, а через два роки і всією областю Ширак. Князі заново упорядкували його, відновили основні містоформуючі будівлі, звели також нові споруди культового і світського призначення, в тому числі: чудовий храм Тиграна Оненці (1215 р.) з багатим фресковим розписом, центрально-купольний 6-апсідний храм Дівочого монастиря (XIII ст.), реконструювали розкішний комплекс Палацу Багратидів (X—XIII ст.).
2. Войовничі представники княжого роду Захаридів знову відродили прославлену столицю середньовічної Вірменії як квітучий політико-адміністративний, конфесійно-культурний і торгово-ремісничий її центр — місто Ані (1199—1200 рр.), а також звільнили від сельджуцького засилля і колишні столичні міста Двін (1203 р.) і Карс, місто Лорі. Під мудрим і далекоглядним політичним керівництвом братів Захаридів багатонаціональне місто Ані незабаром стає одним з великих феодальних міст Переднього Сходу.

Однак з віроломною навалою монголо-татарських племен стольне місто Ані піддалося розоренню і варварському руйнуванню. Дива більше не сталося: колись повноцінно активне місто Ані до кінця XIV століття так і не відродилося.
Всупереч прагненню Багратидських царів всіляко зміцнити незалежність держави, об'єднати Вірменію і підсилити центральну владу, в країні не припинялися гострі суперечки і чвари між феодалами і вищим духовенством. Реальна ситуація в країні, коли безперервно посилювалося наростання відцентрових сил, що веде до феодальної роздробленості країни негативно позначилася на зовнішньополітичному становищі Вірменії, послаблювала її економічно і робила уразливим вже ослабле Анійське царство.
За збігом неминучих обставин і сукупності різних факторів найбільша столиця середньовічної Вірменії назавжди залишилася пам'ятником містобудівного мистецтва і зримим свідченням  геніальної творчої сили вірменських архітекторів, містобудівників і майстрів-будівельників, титанічних зусиль вірменського народу.

## Галерея

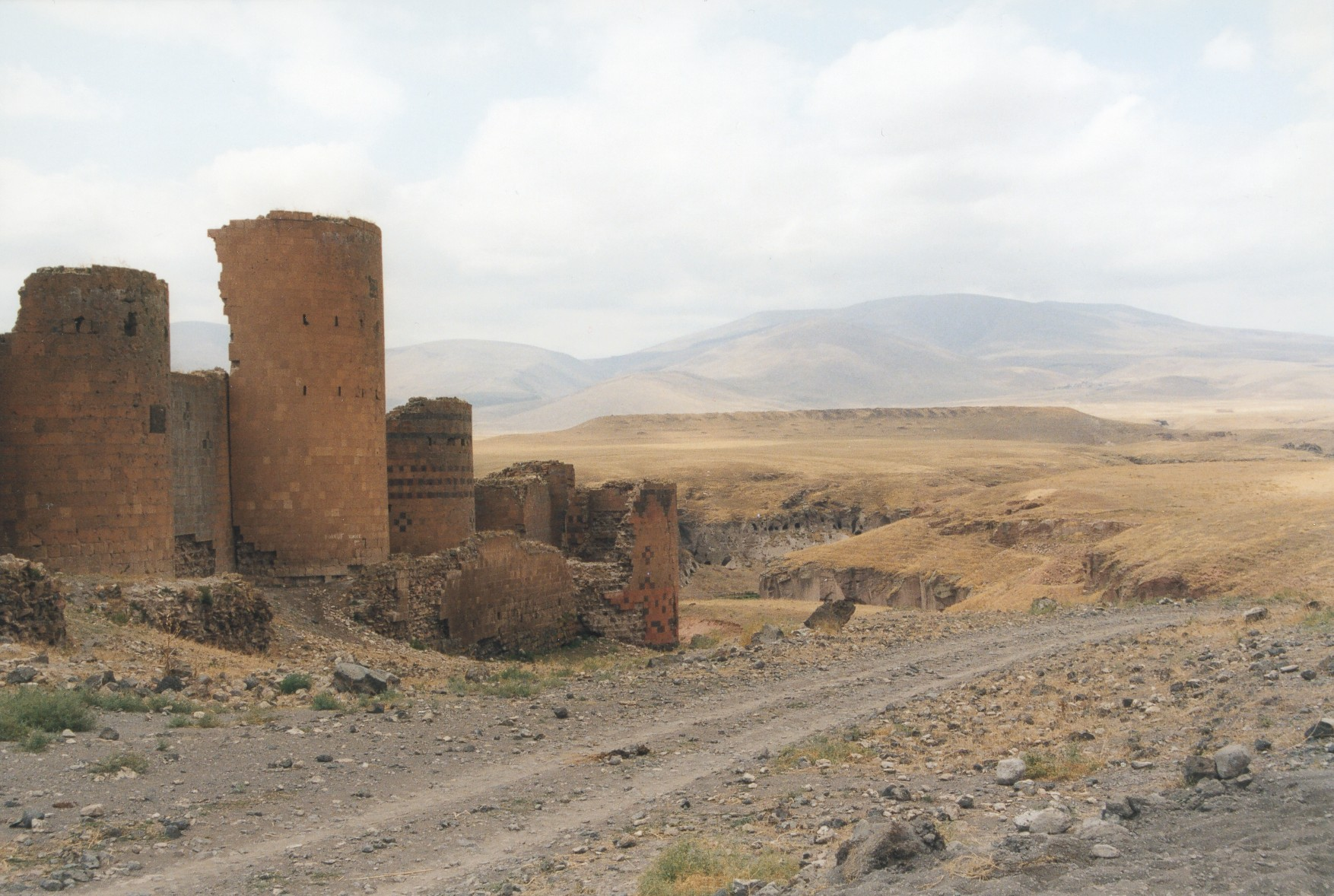
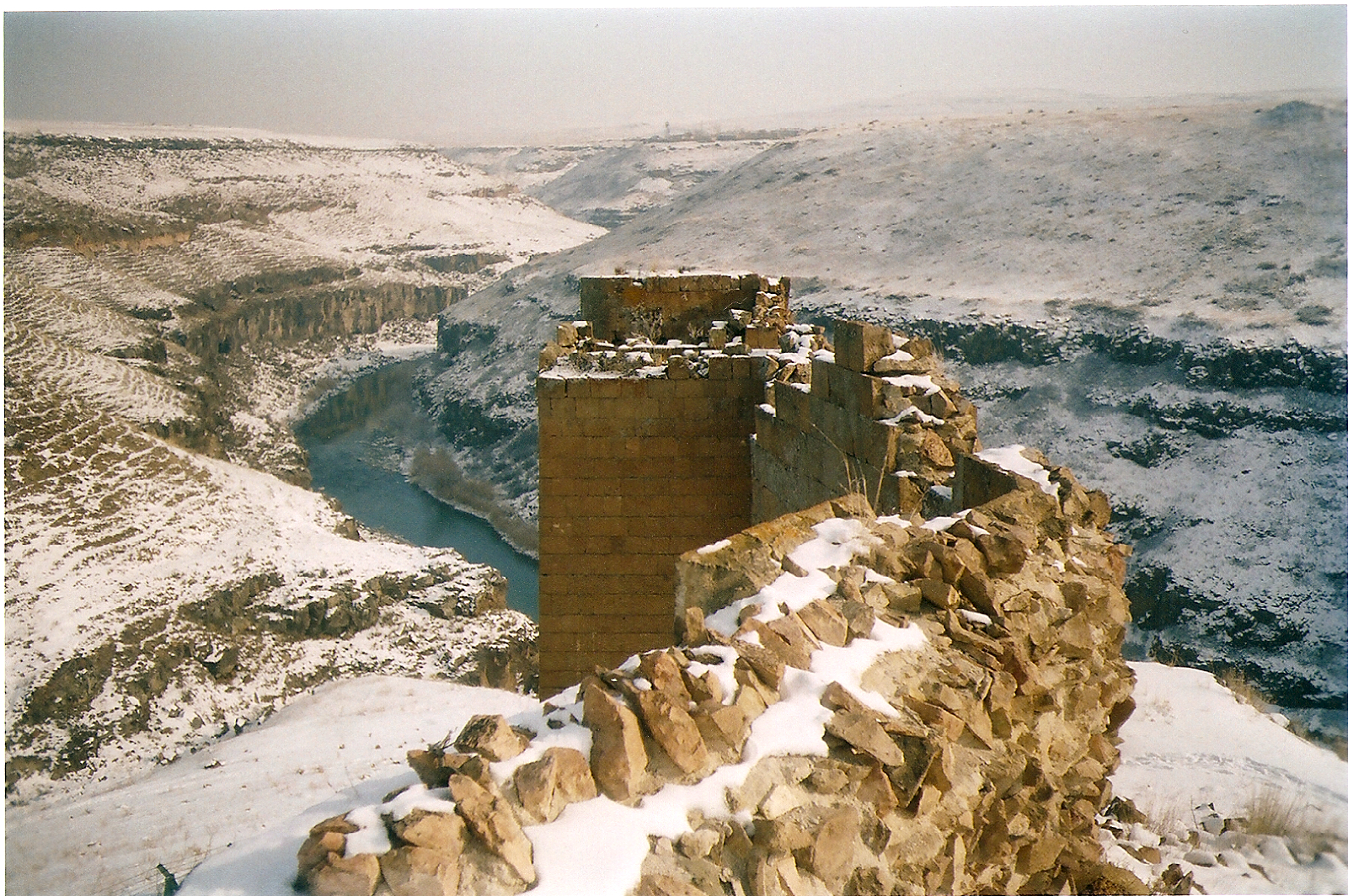
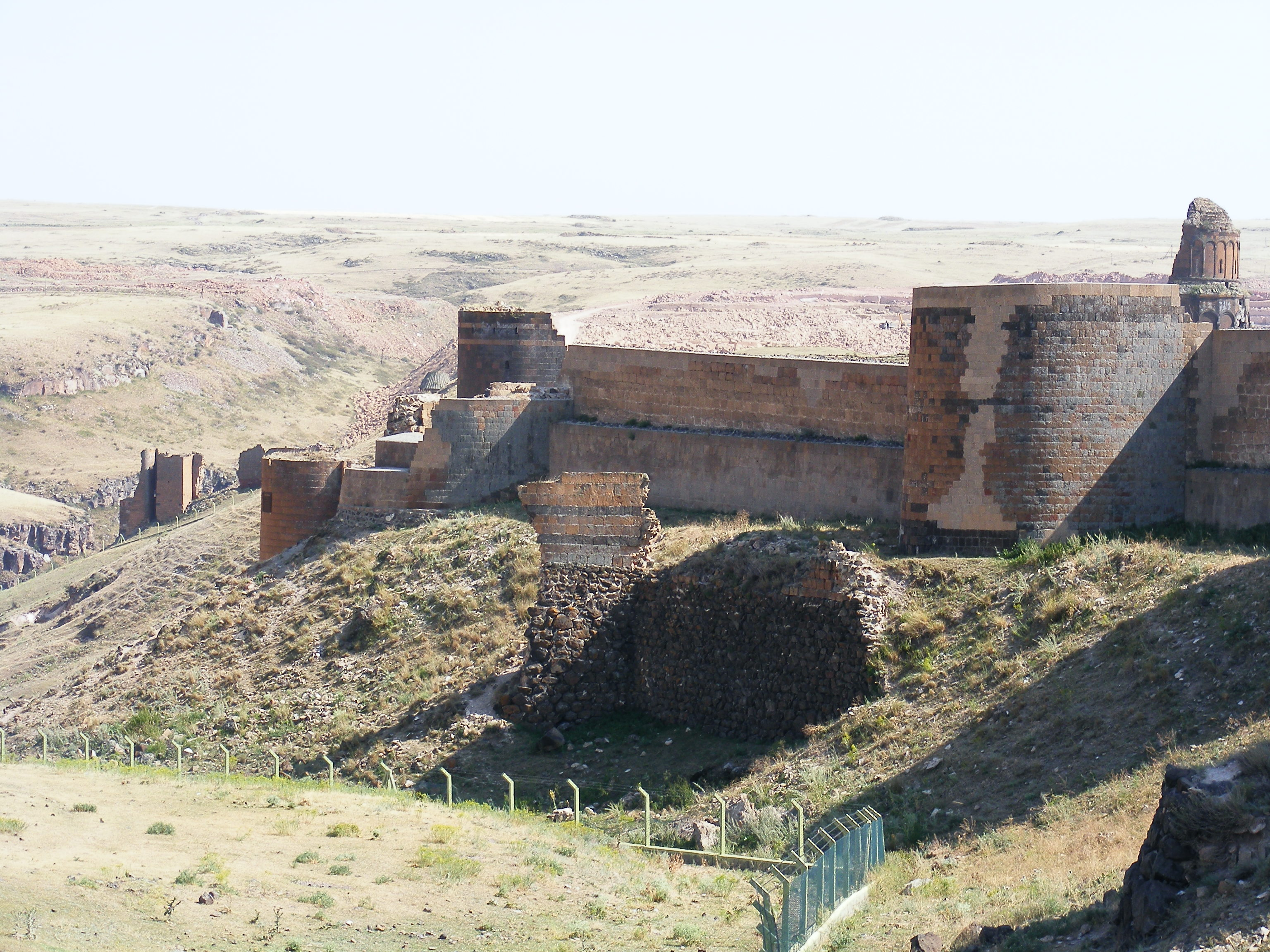
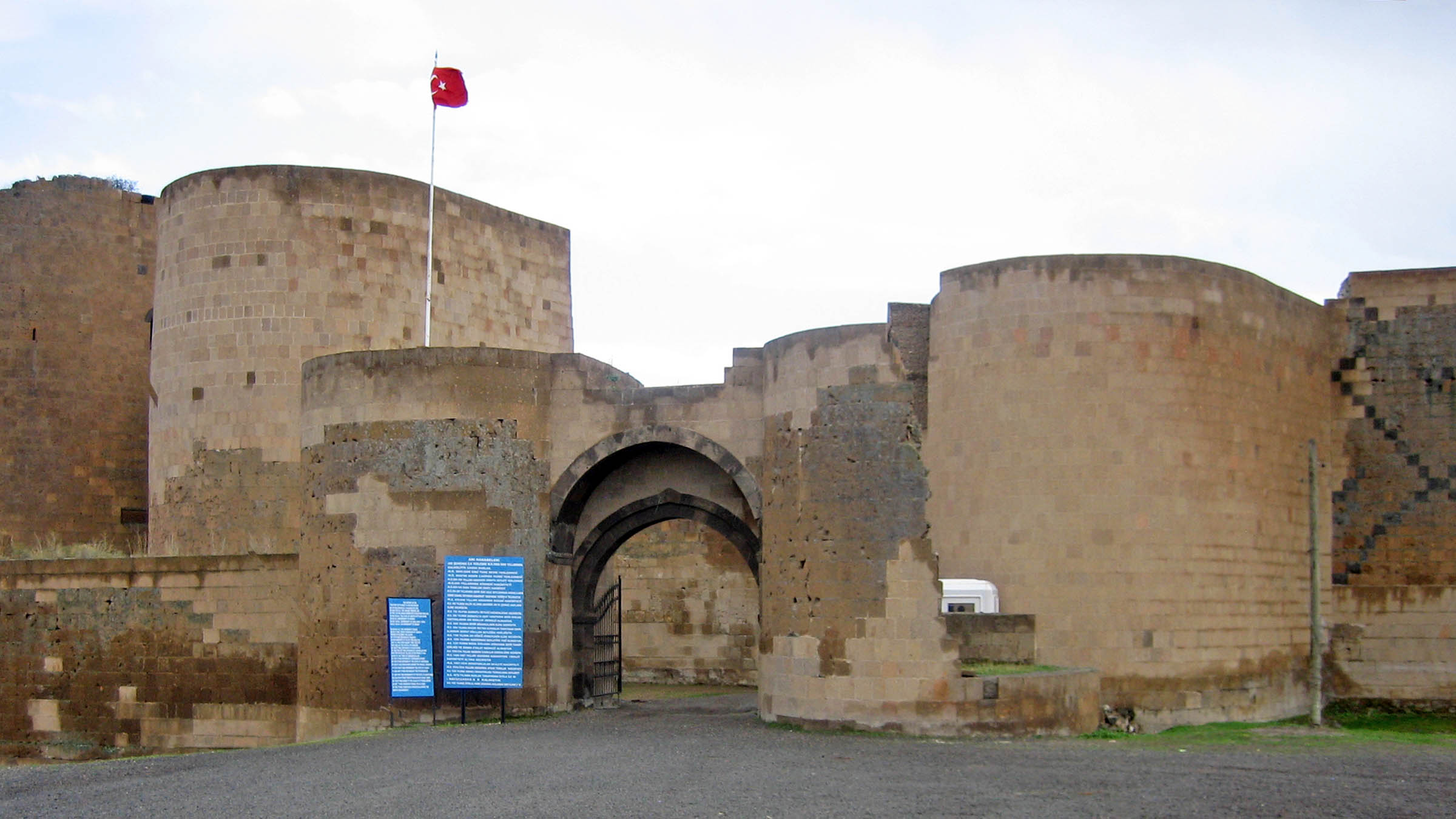
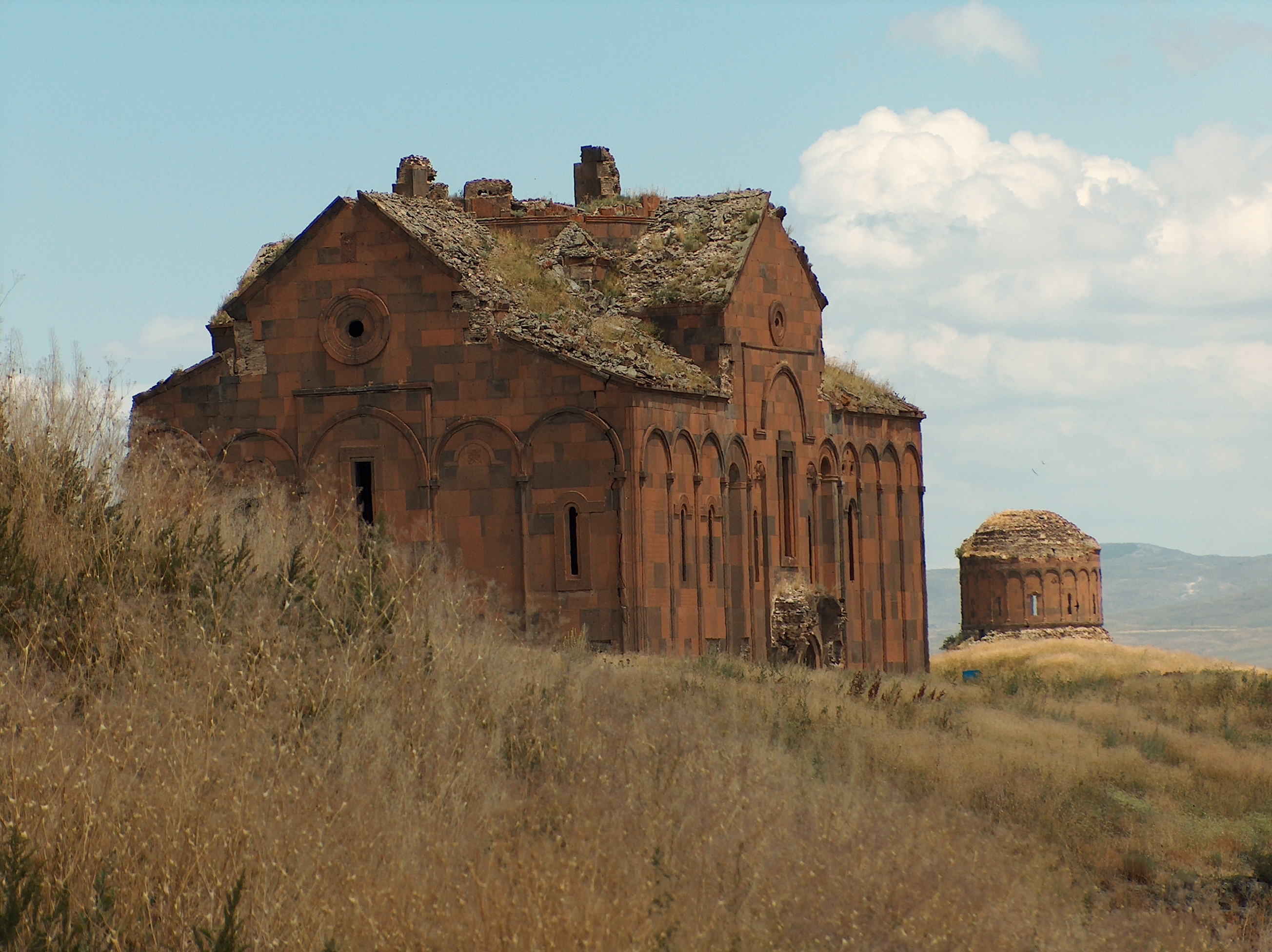
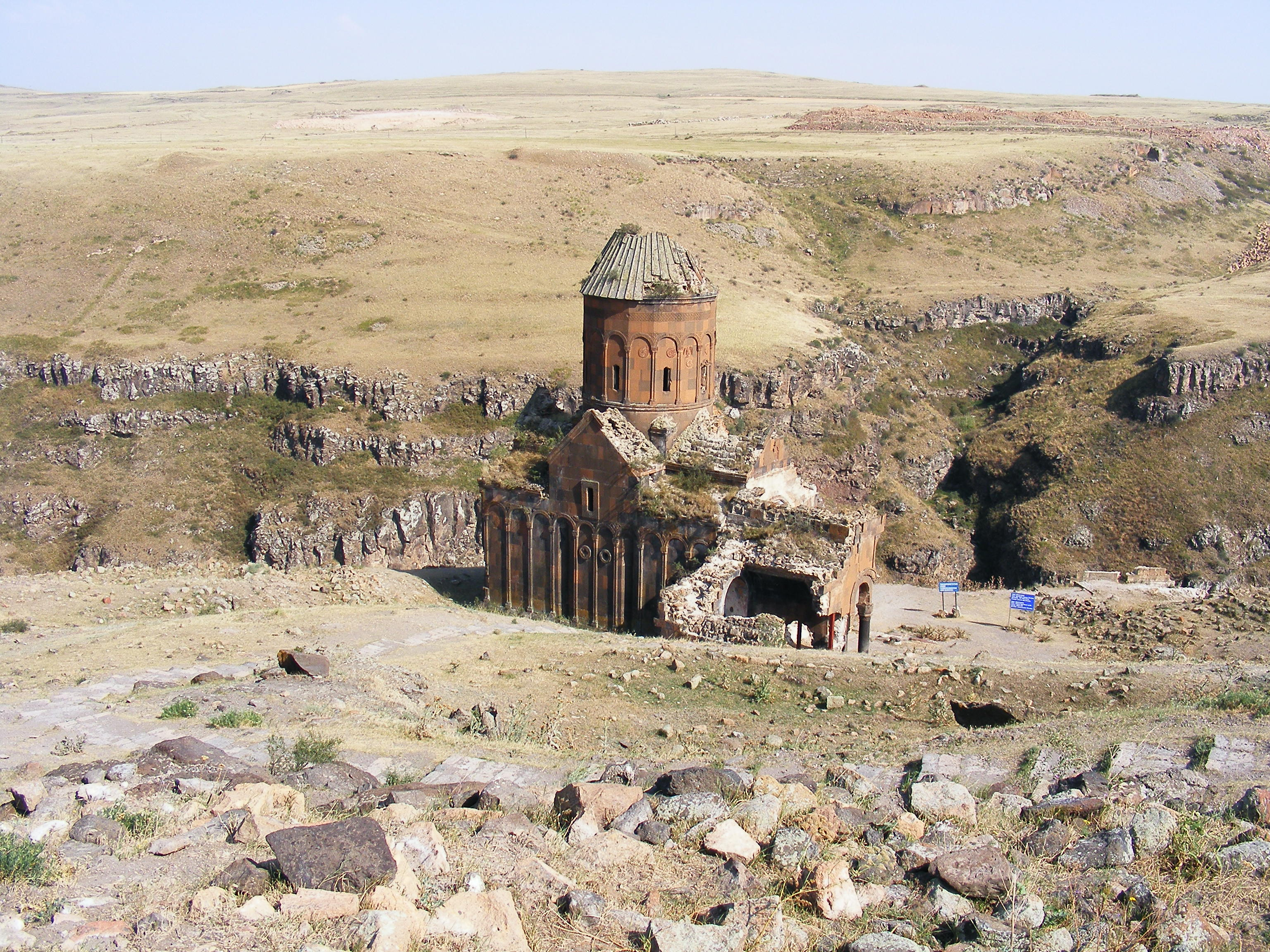
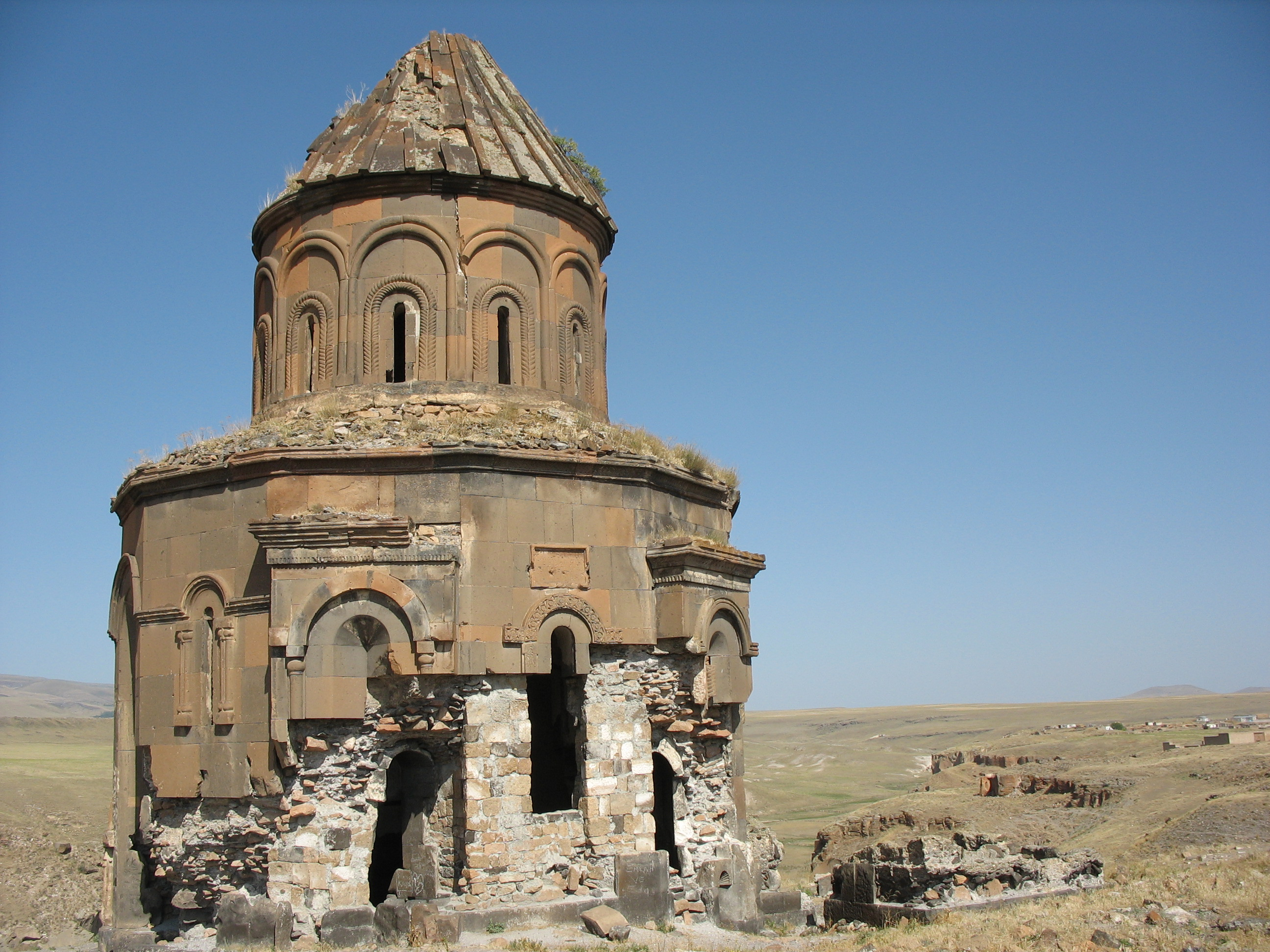
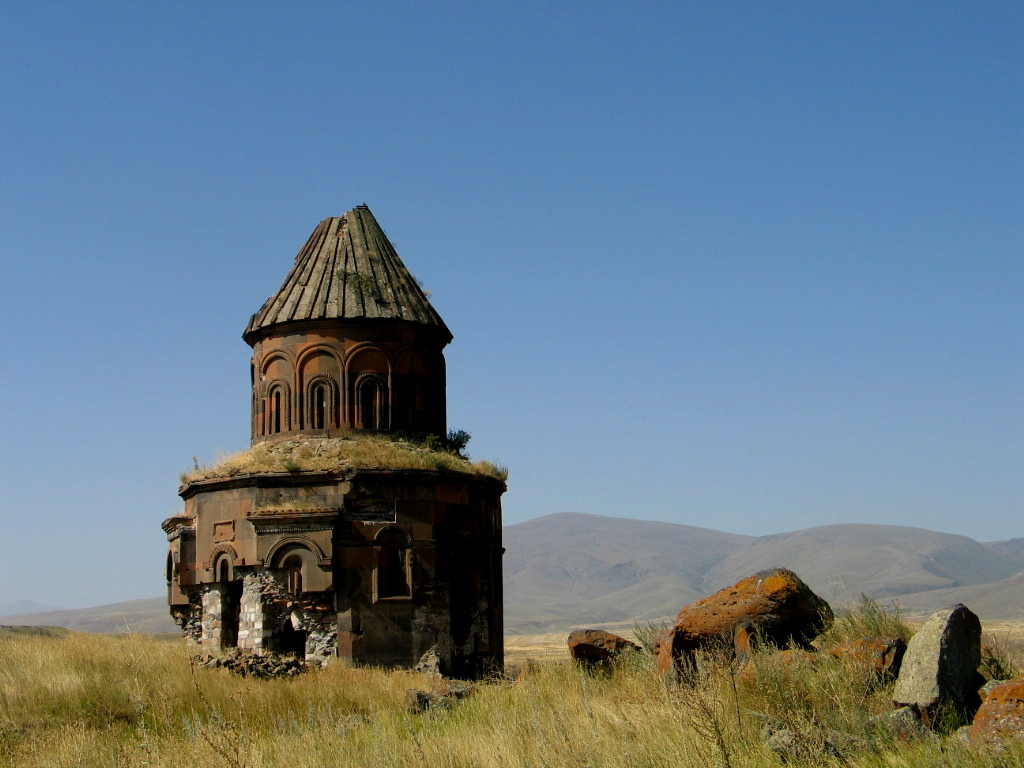
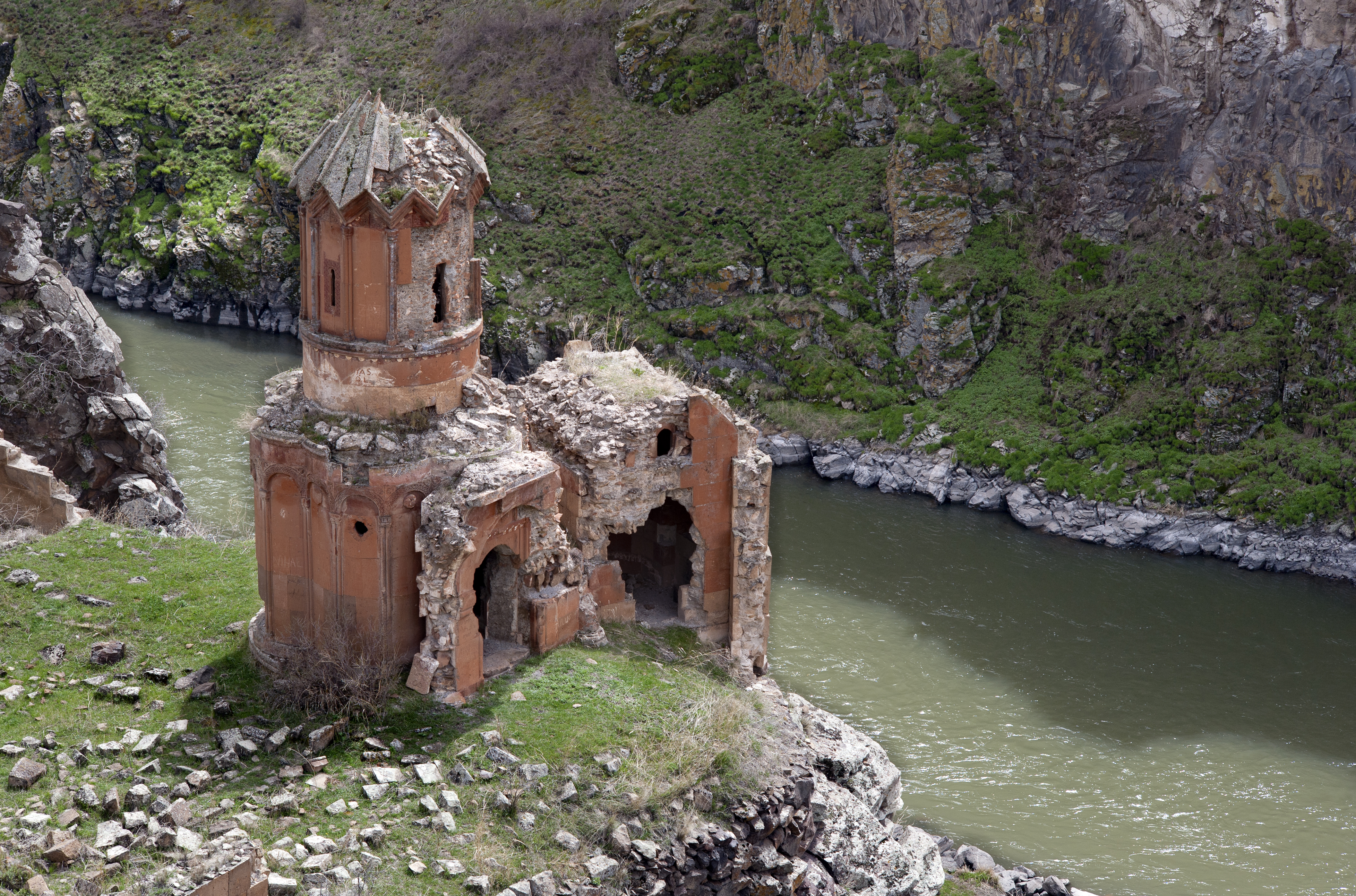
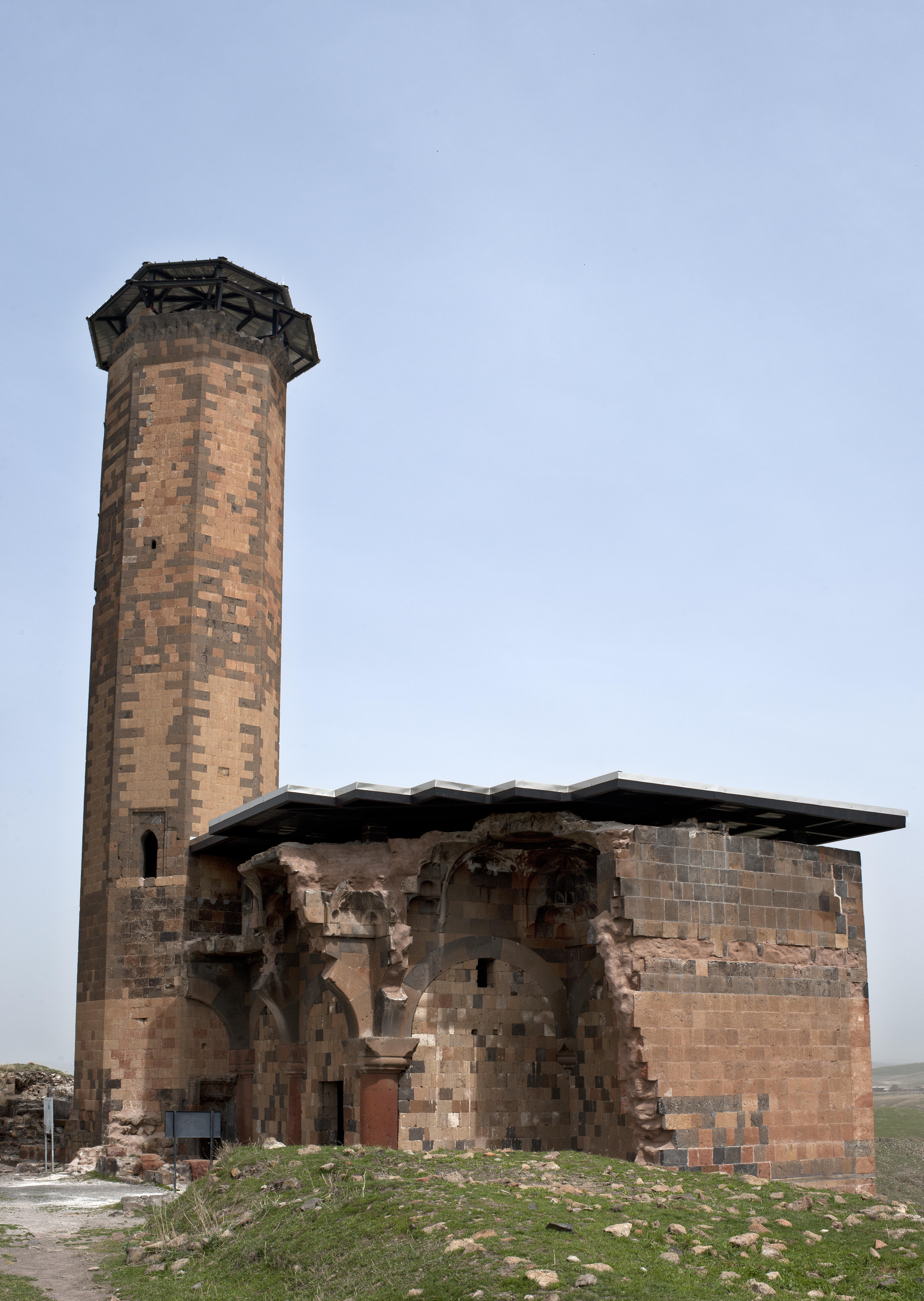
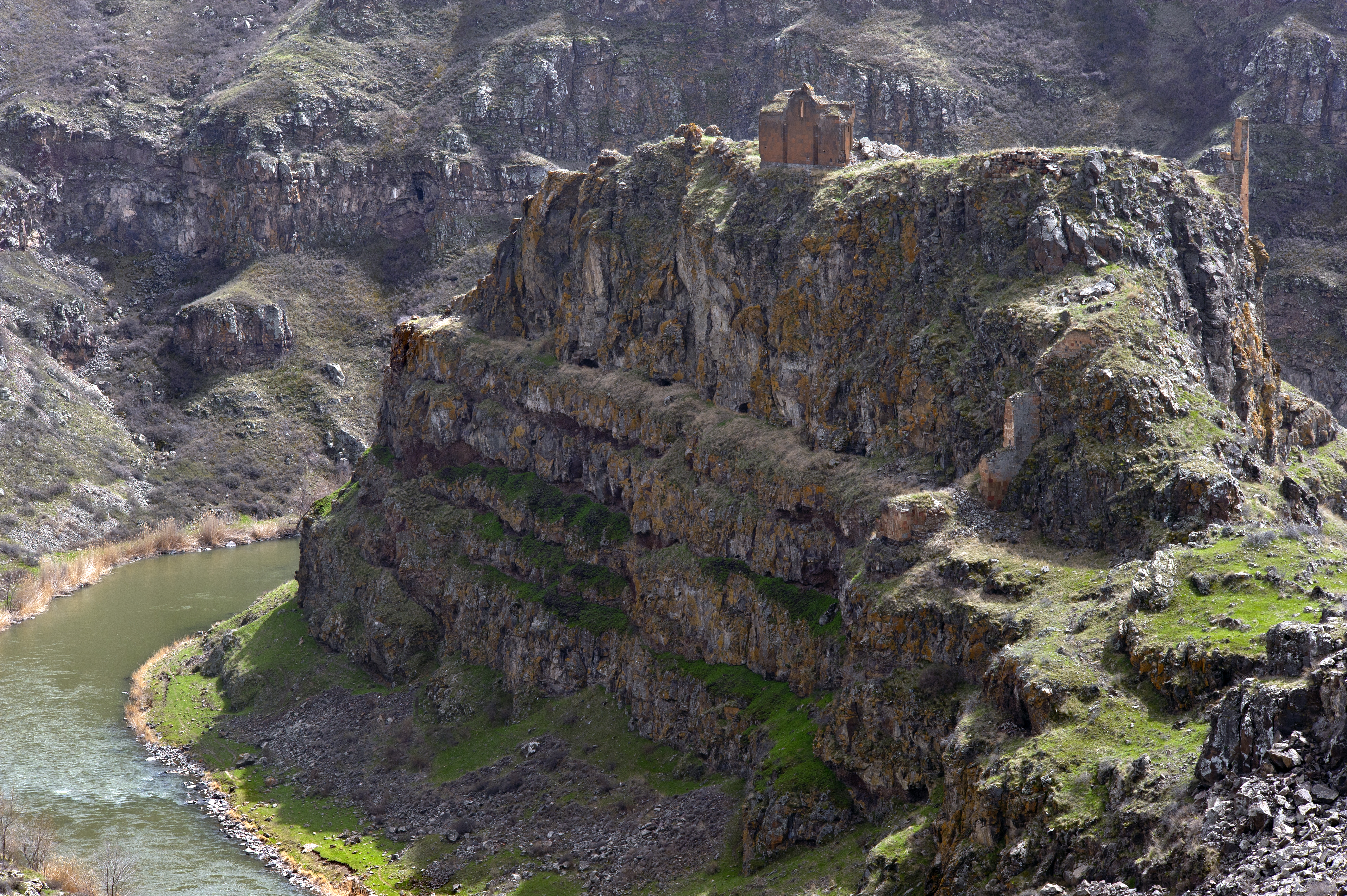
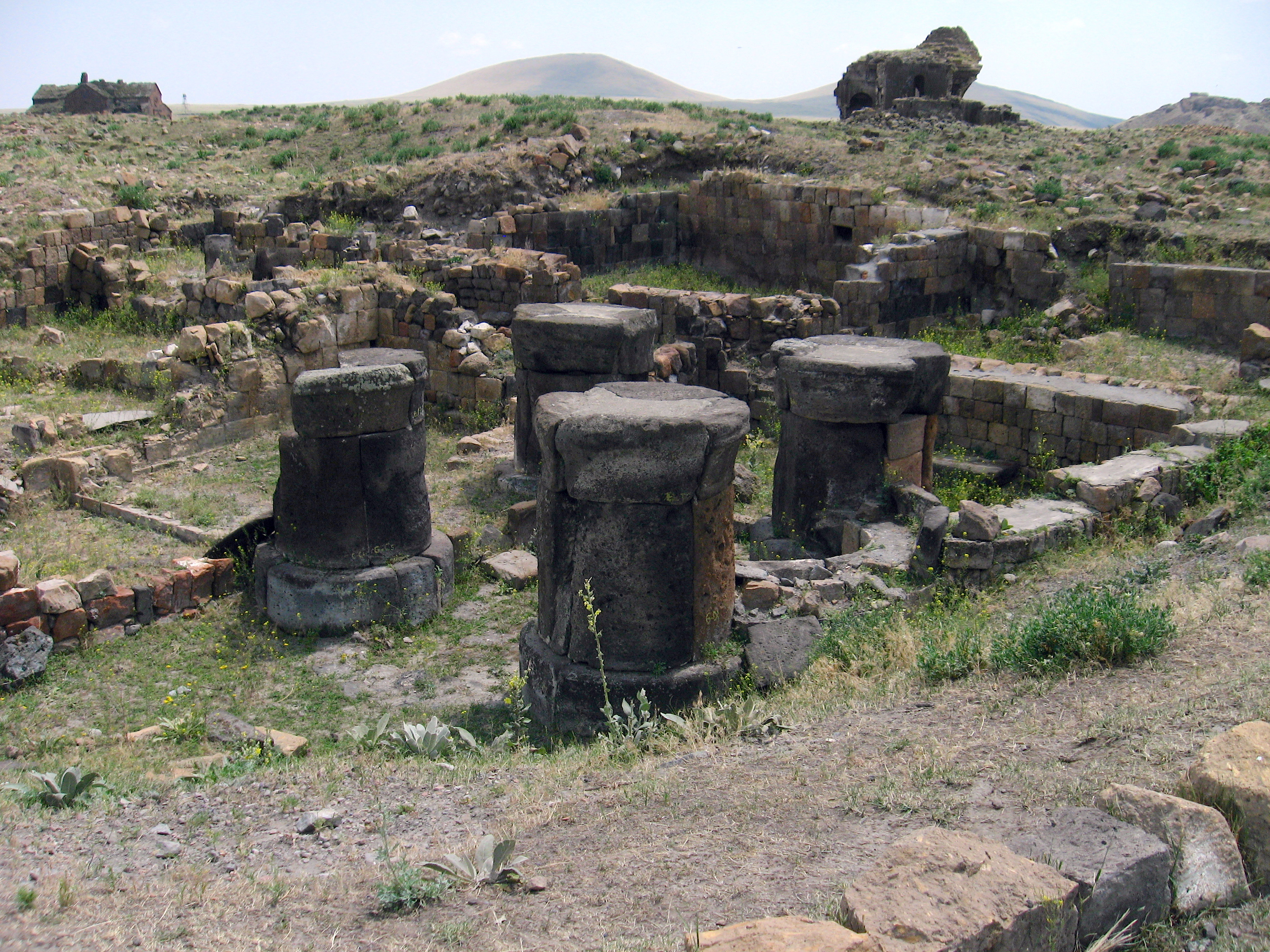
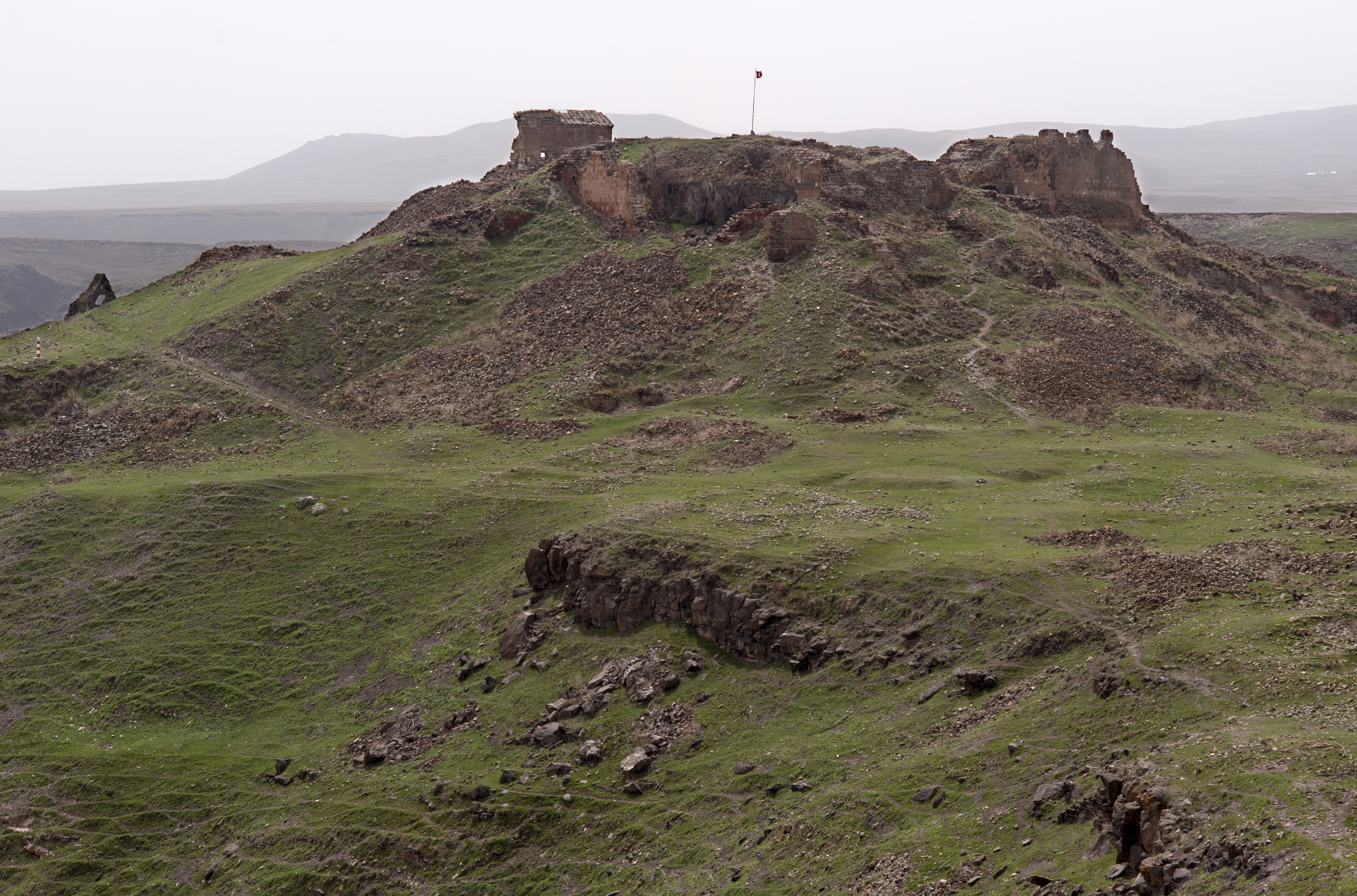
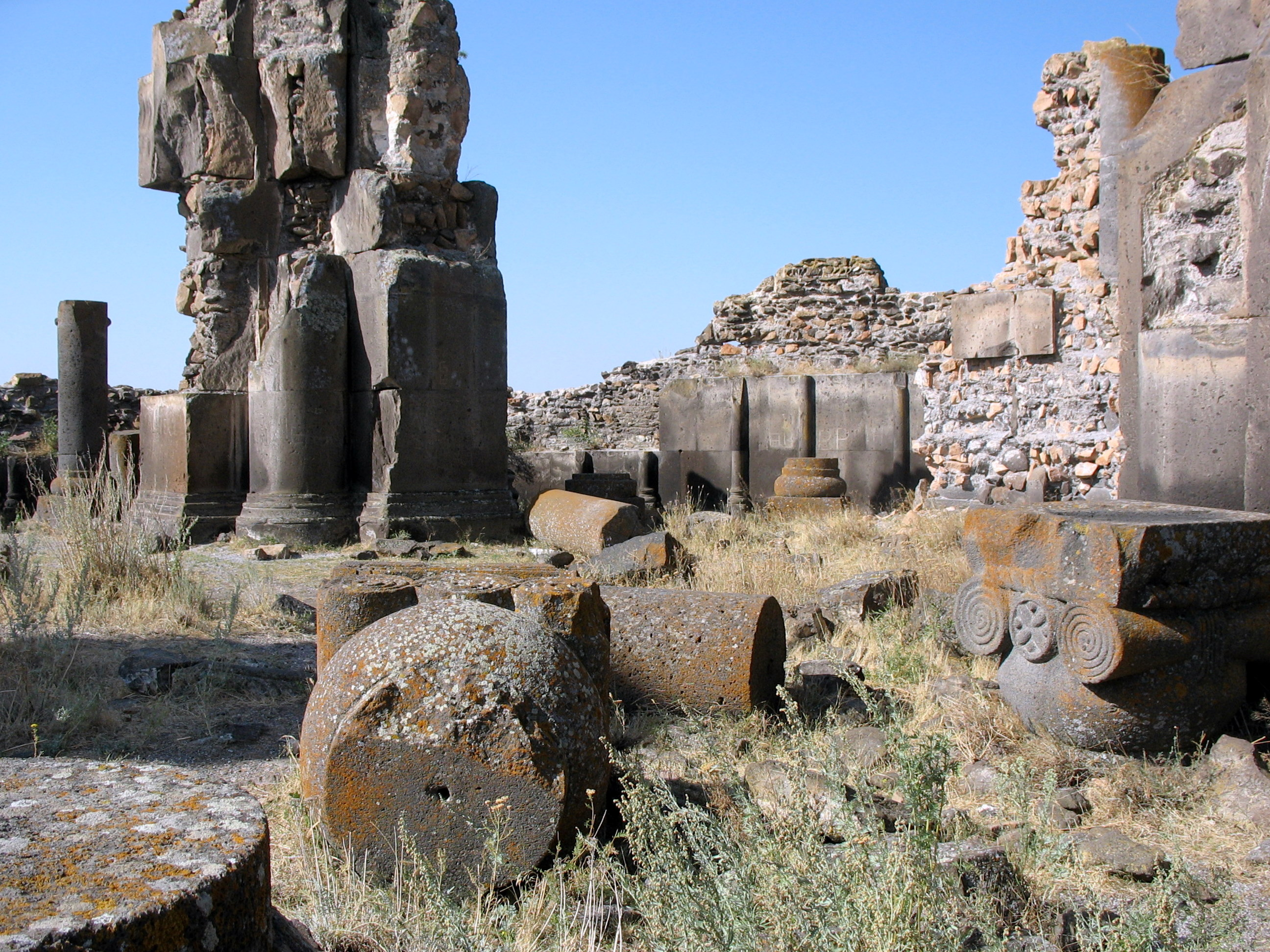
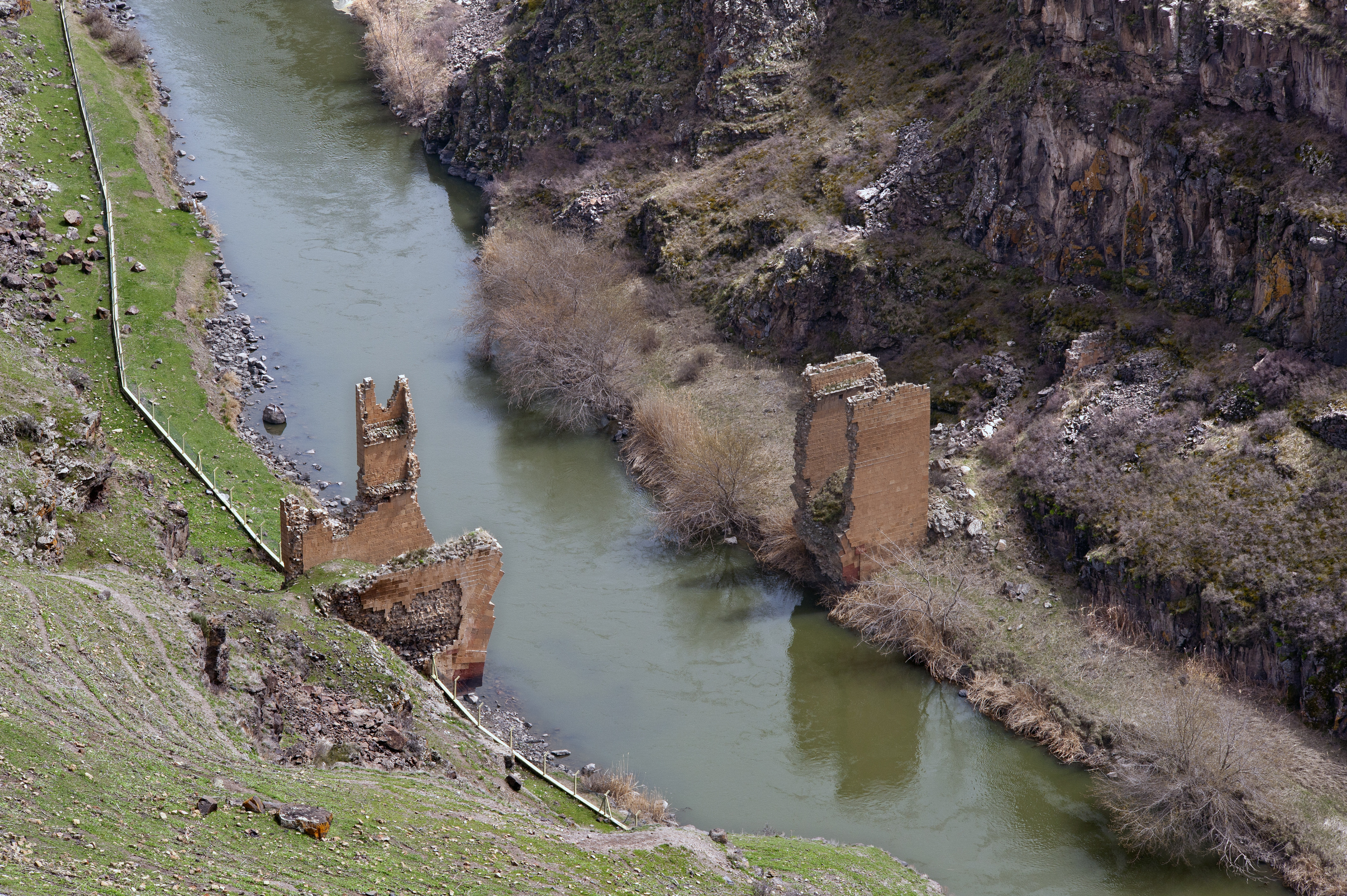
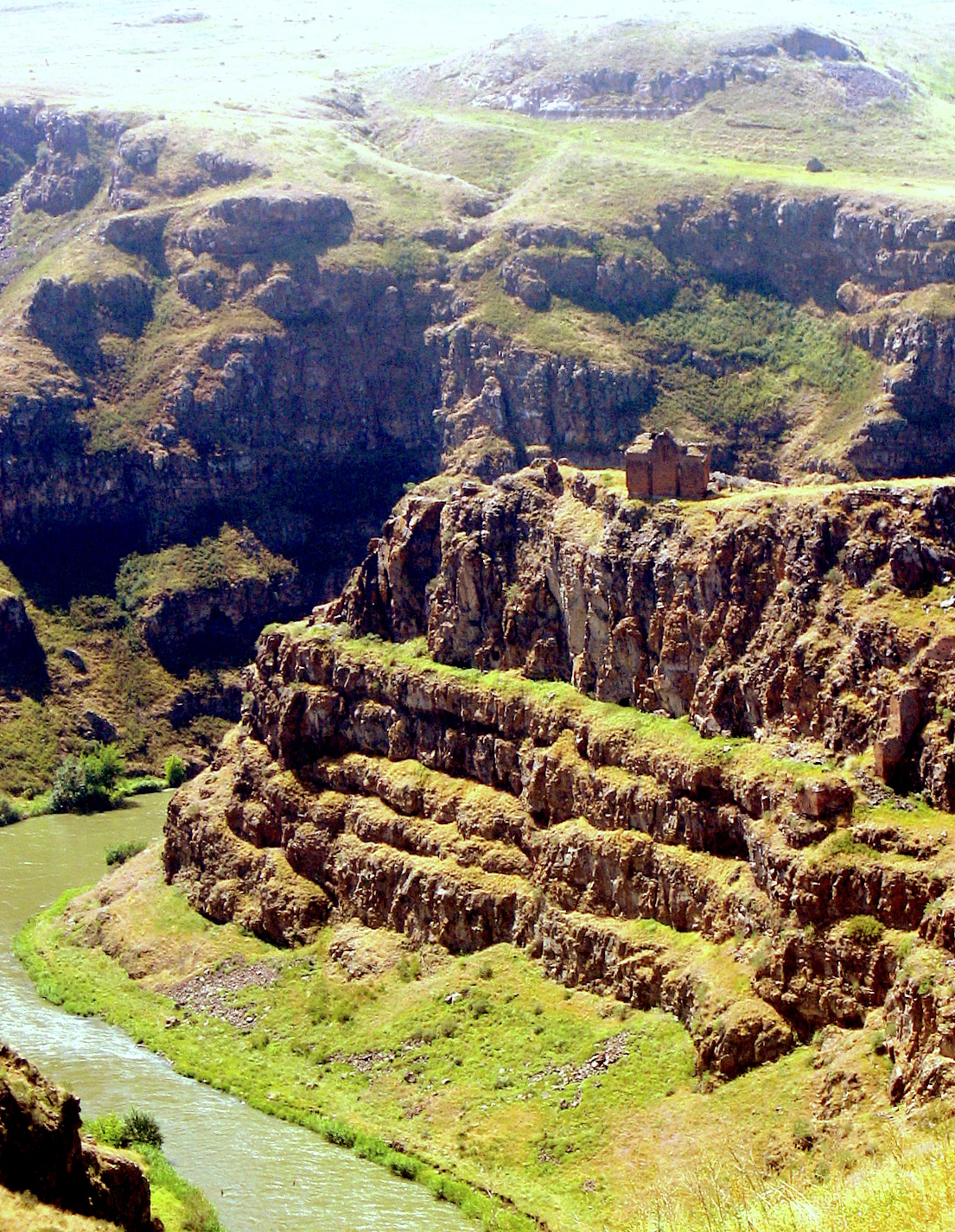
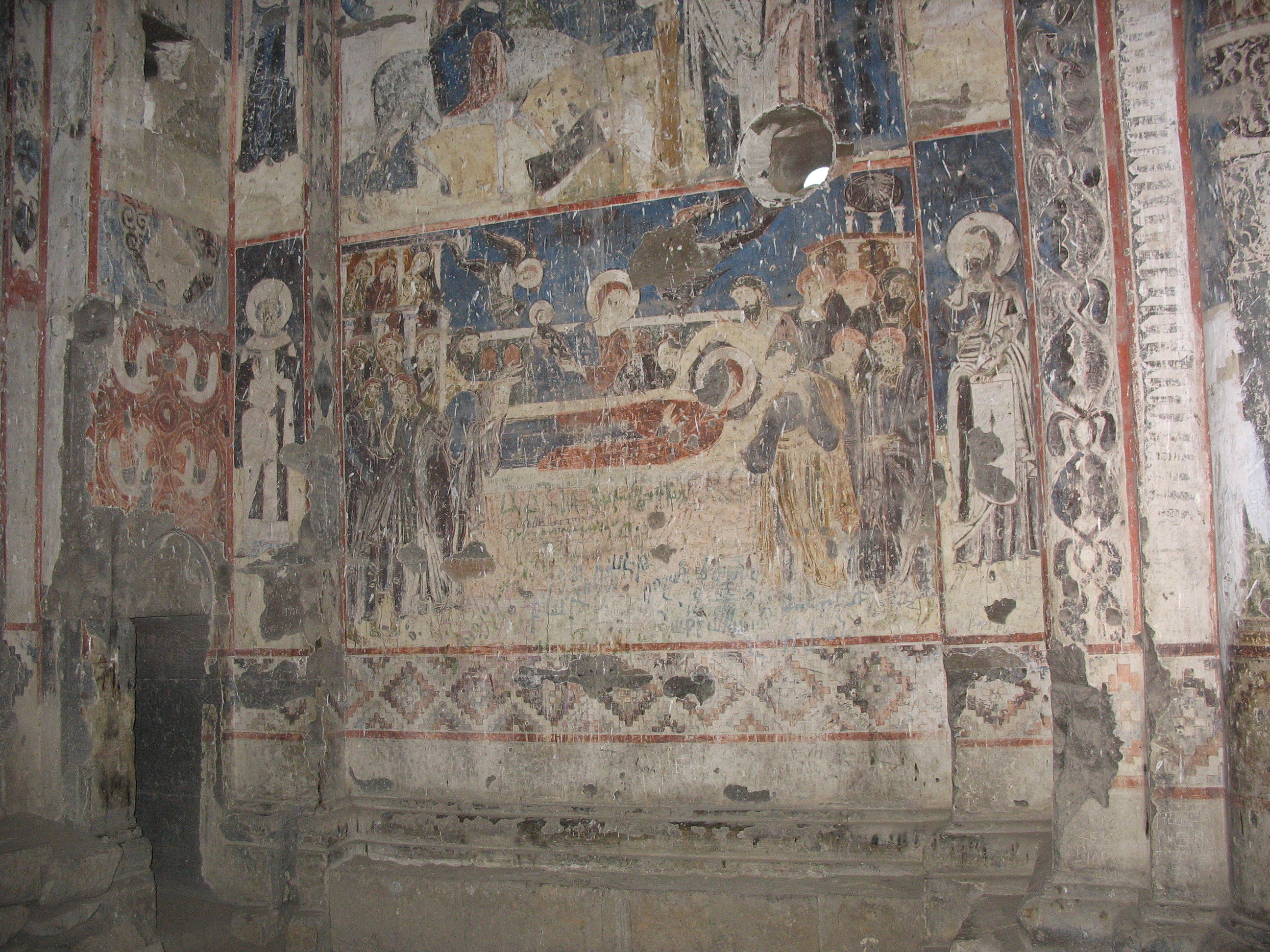
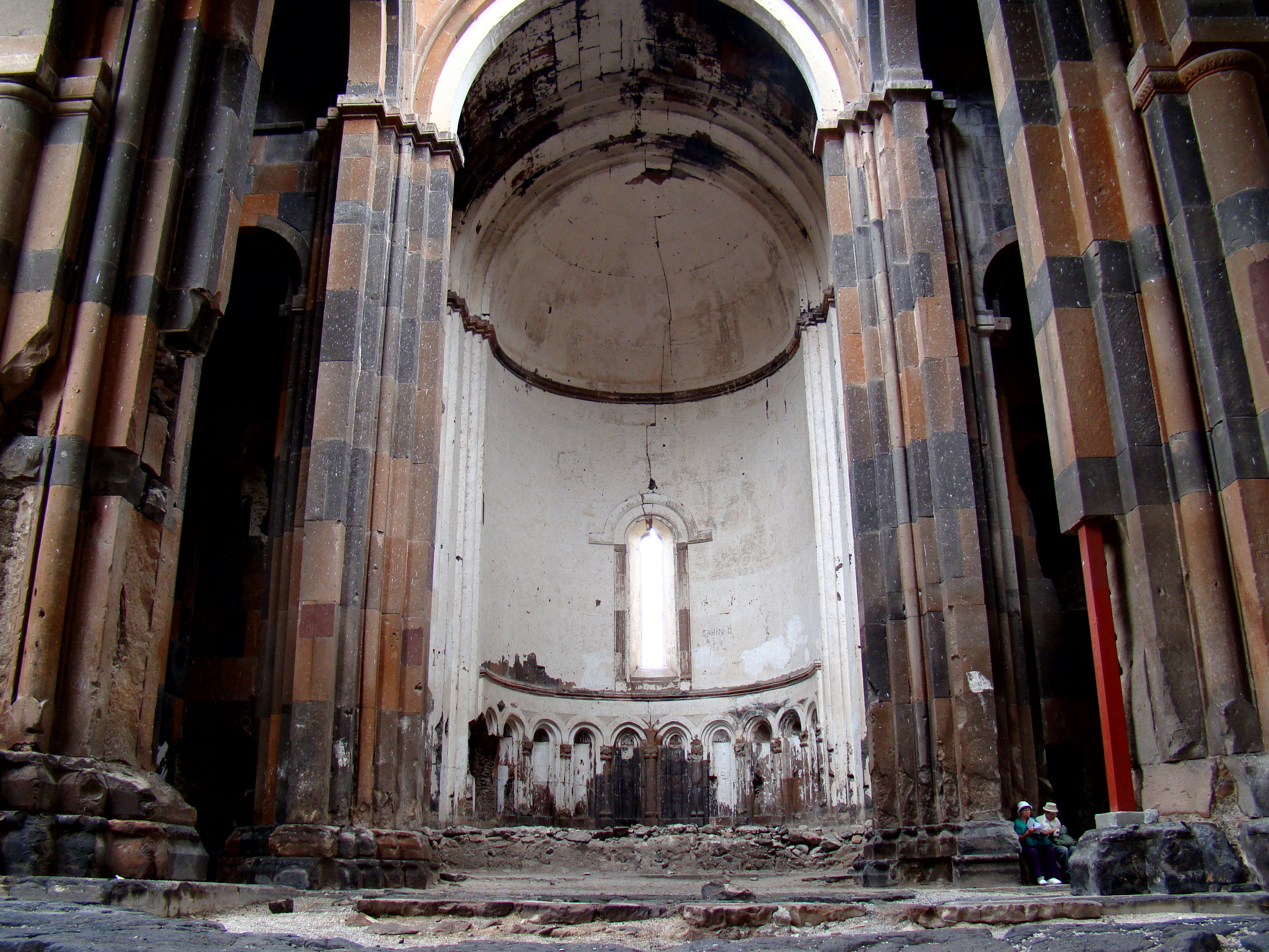
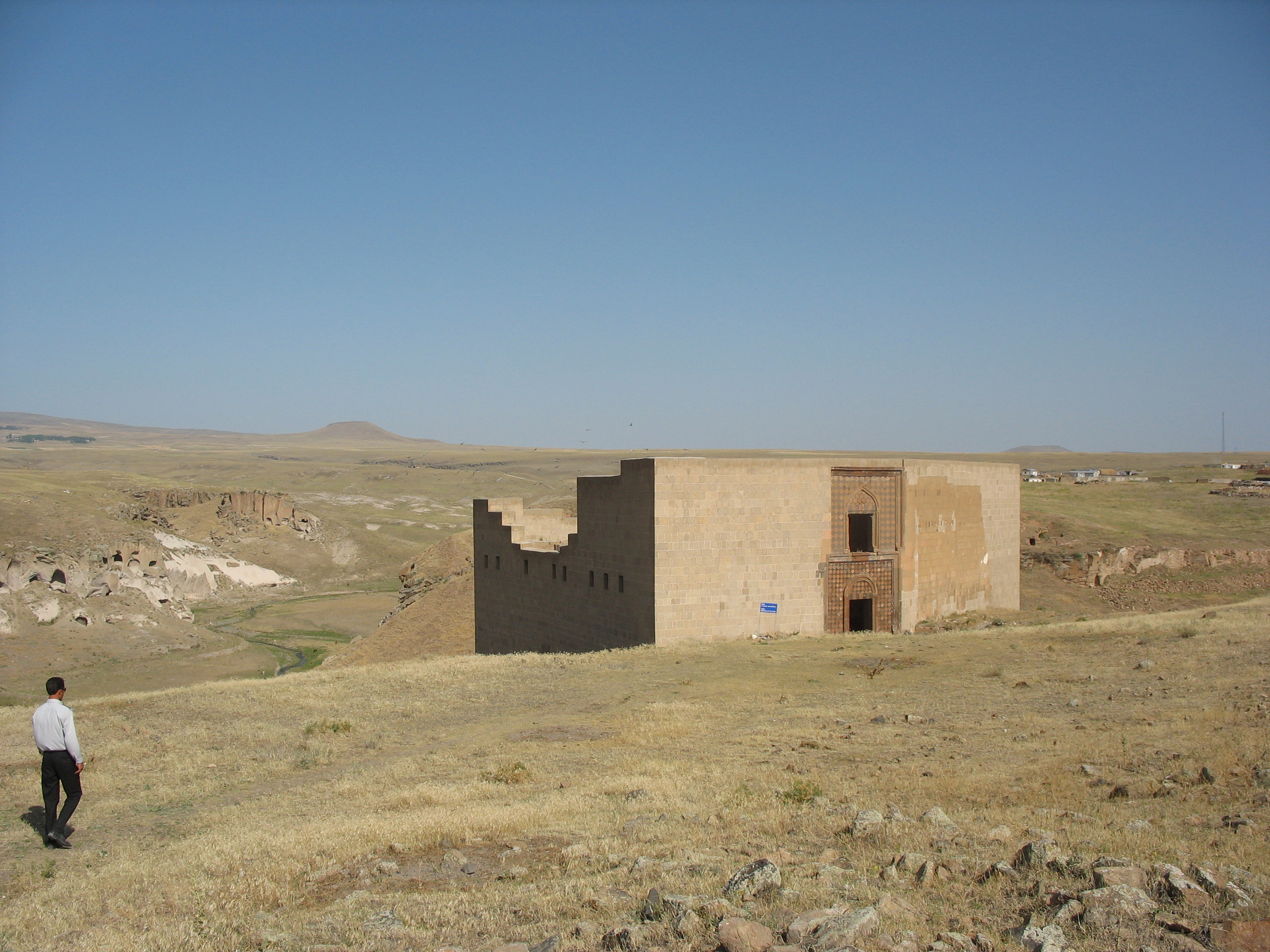
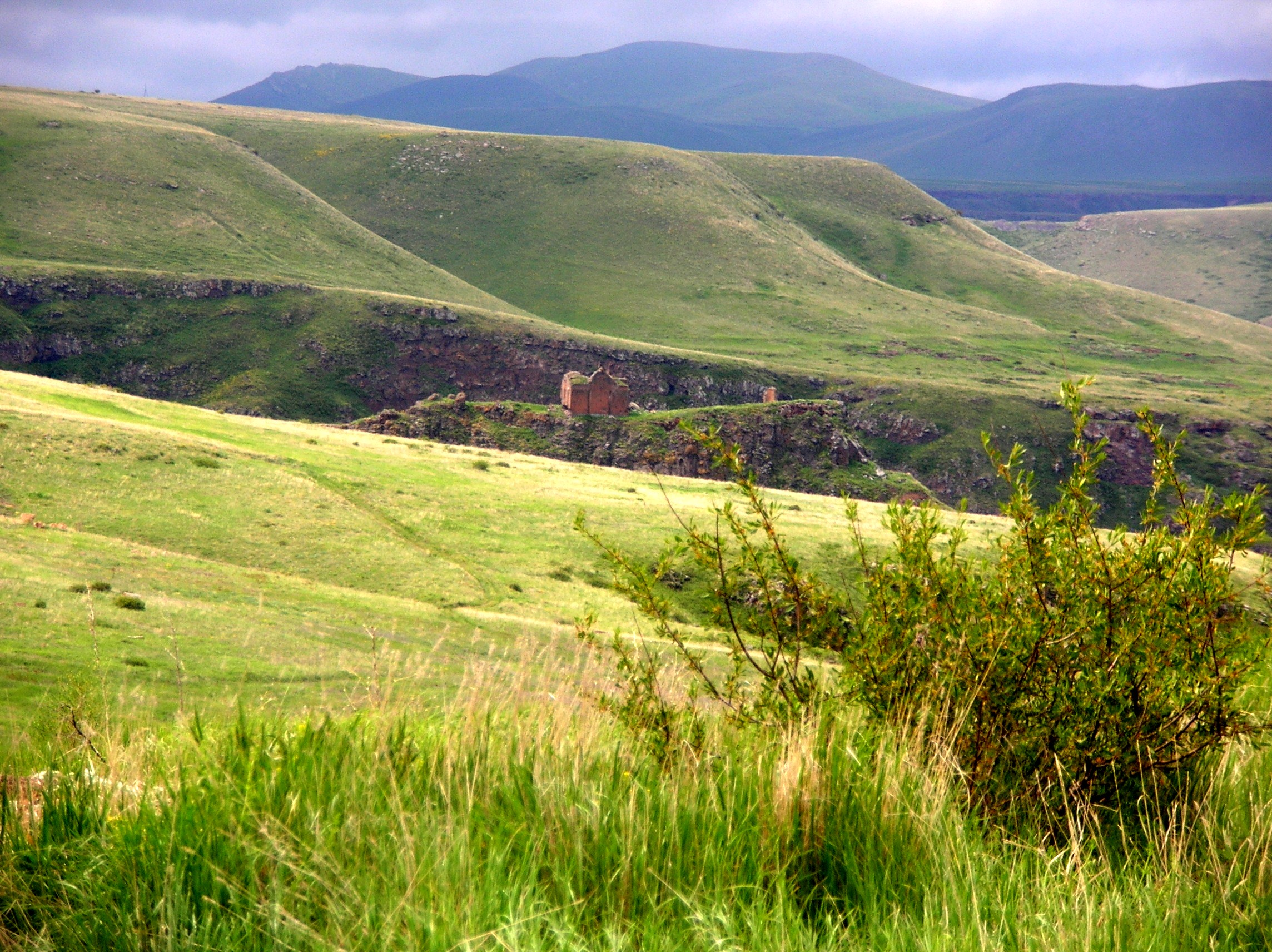
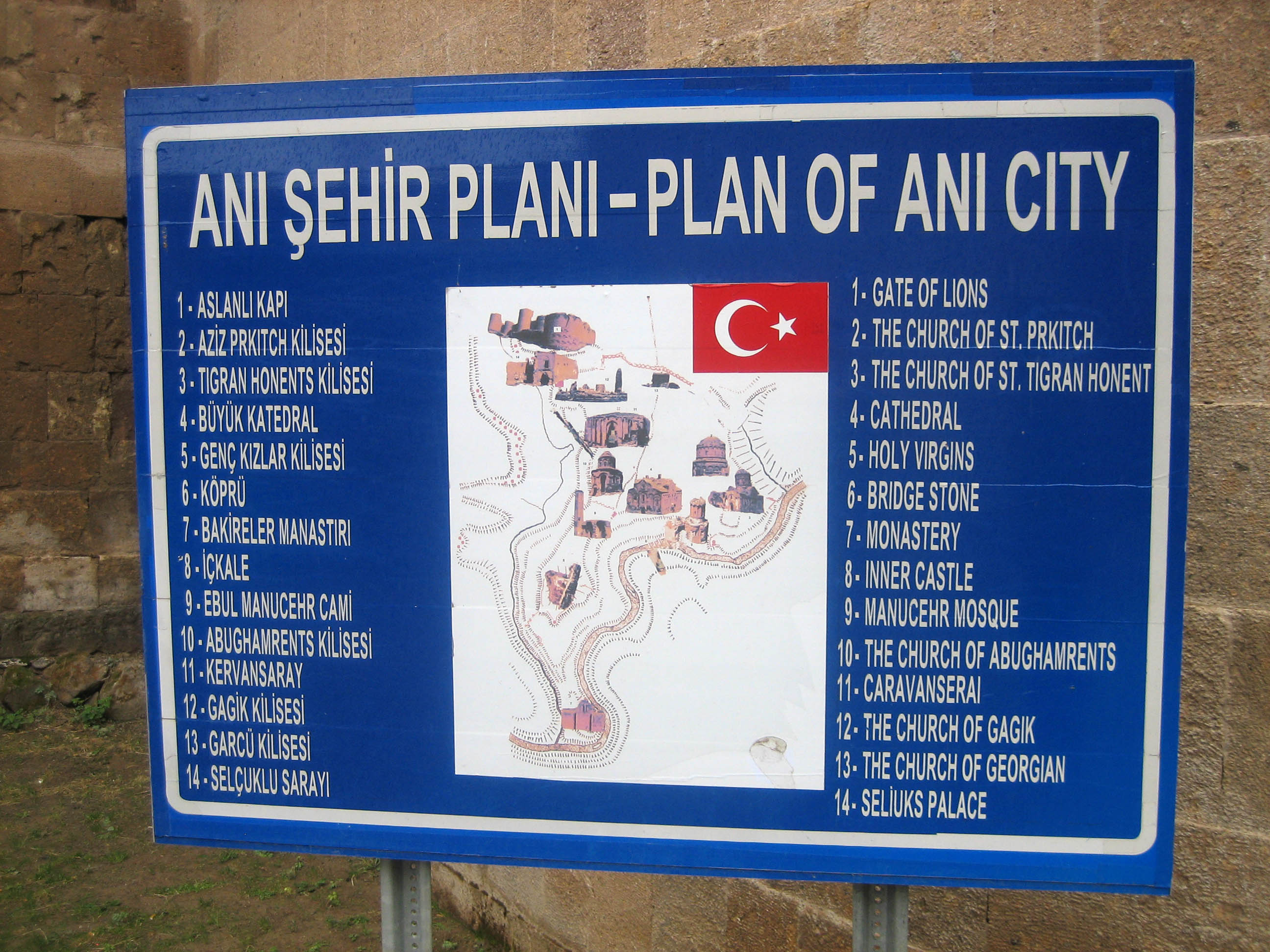
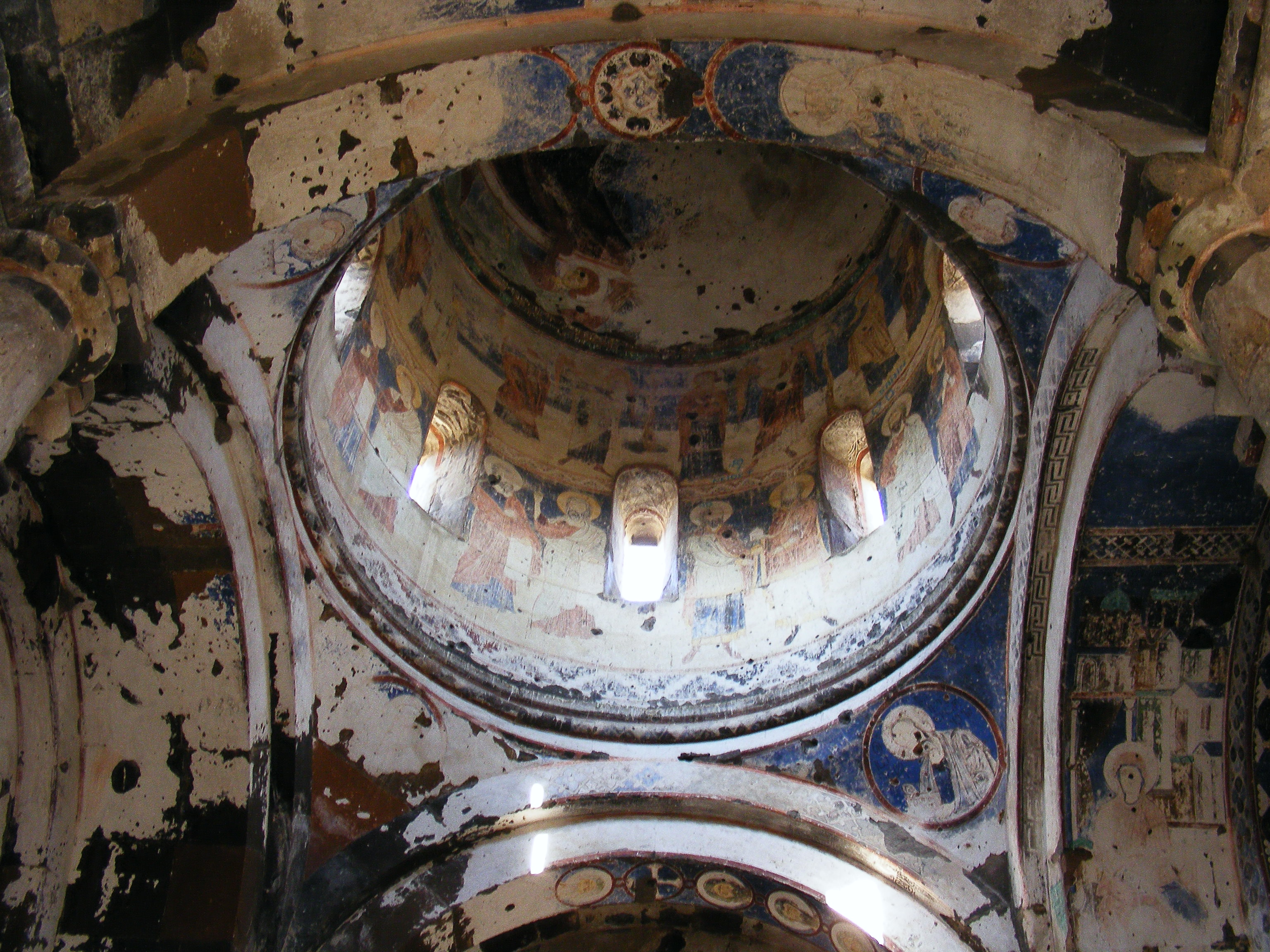
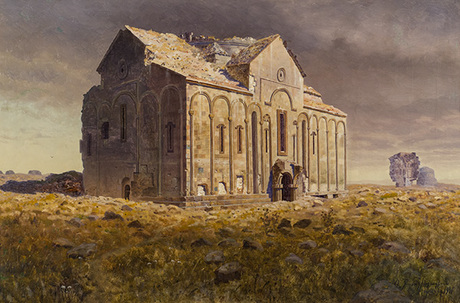
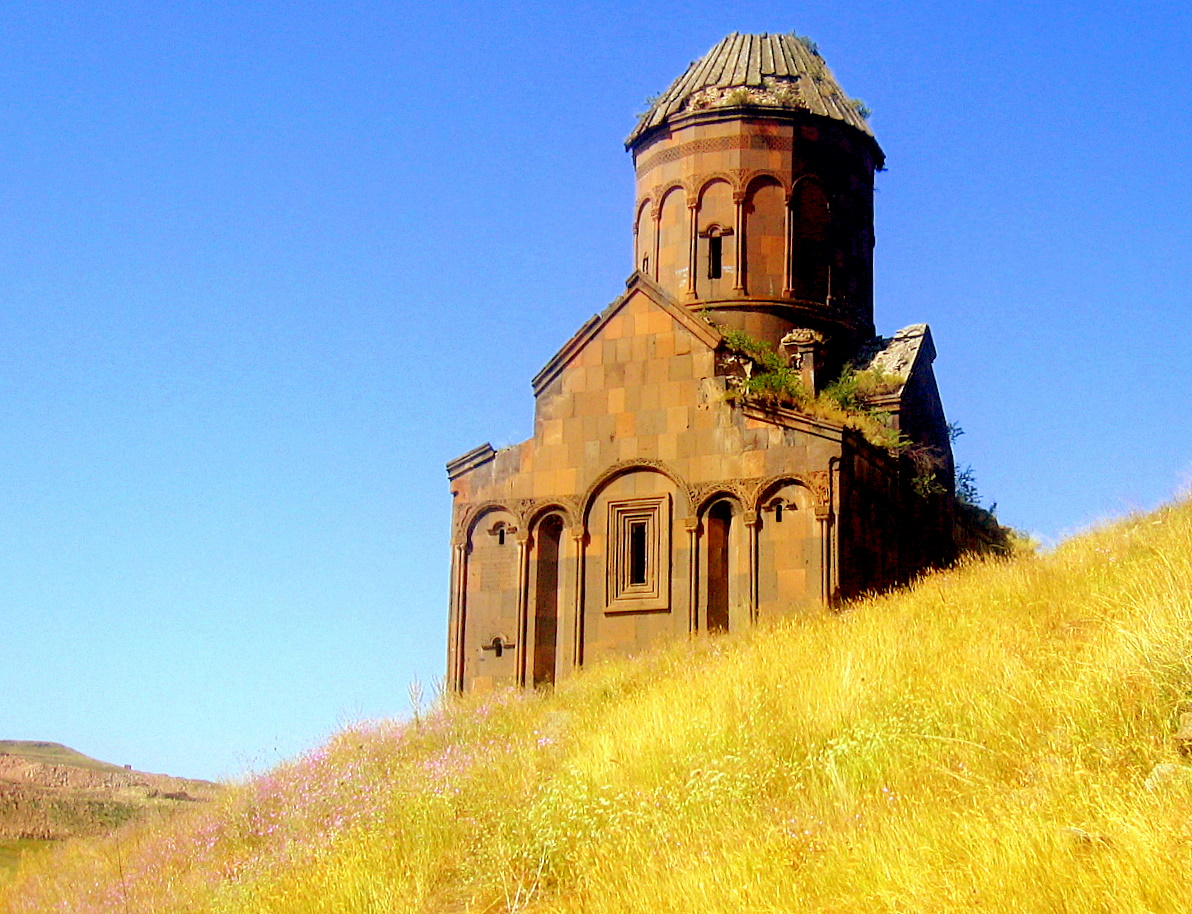
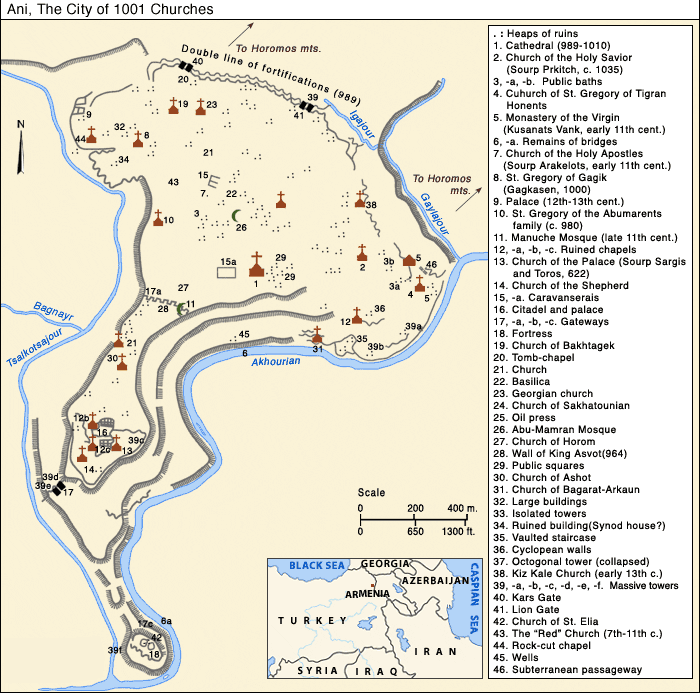

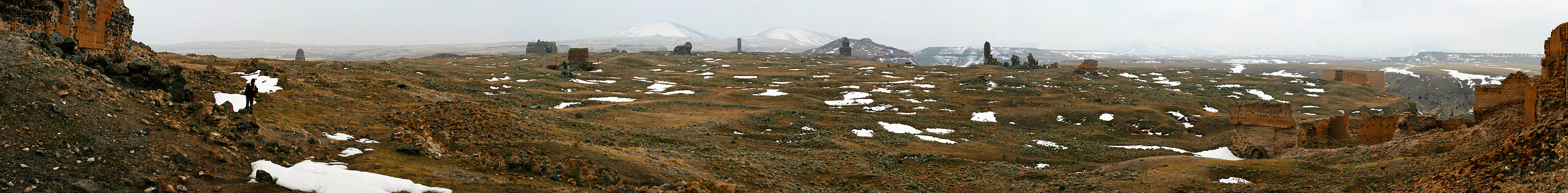